# Acetil koenzim A
Acetil koenzim A (acetil-CoA) je važan molekul ćelijskog metabolizma. On se koristi u velikom broju biohemijskih reakcija. Njegova glavna funkcija je prenos atoma ugljenika acetil grupe do Krebsovog ciklusa da bi se oksidovali u procesu oslobađanja energije. Po hemijskoj strukturi, acetil-CoA je tioestar između koenzima A (tiola) i sirćetne kiseline (nosioca acilne grupe). 
{\displaystyle \mathrm {Piruvat+CoA+NAD^{+}\longrightarrow AcetilCoA+NADH+H^{+}+CO_{2}} }
Acetil-CoA se formira tokom drugog koraka aerobne ćelijske respiracije, piruvatne dekarboksilacije, koja se odvija u matriksu mitohondrije. Acetil-CoA zatim ulazi u ciklus limunske kiseline.
Acetil-CoA isto tako učestvuje u biogenoj sintezi neurotransmitera acetilholina. Holin, u kombinaciji sa acetil-CoA, posredstvom enzima holin acetiltransferaza, formira acetilholin i koenzim A nusproizvod.

## Uloga u metabolizmu
Acetil koenzim A je molekul koji ima ključnu poziciju u nekoliko metaboličkih procesa. Osnovna uloga koenzima je povezivanje procesa glikolize i Krebsovog ciklusa. Pirogrozđana kiselina (piruvat) je glavni proizvod glikolize, koji može biti iskorišten kao supstrat Krebsovog ciklusa samo ako se transformiše u acetil CoA.

### Sinteza i katabolizam masnih kiselina
Sinteza masnih kiselina je metabolički put koji generiše lance masnih kiselina počevši od acetil CoA kao osnovnog supstrata. Taj se proces aktivira u slučaju prevelike proizvodnje Acetil CoA kao posljedica povećanog unosa ugljenih hidrata. Višak proizvedenog acetil CoA biva preusmjeren prema sintezi masnih kiselina, u procesu katalizovanom nizom enzima od kojih su najvažniji acetil CoA karboksilaza i sintetaza masnih kiselina.
U slučaju manjka nutrijenata, masne kiseline se razgrađuju u procesu beta oksidacije, koja kao produkt daje acetil koenzim A. Acetil CoA potom ulazi u Krebsov ciklus kako bi organizam proizveo potrebne količine visoko energetskih molekula, prvenstveno ATP.

### Sinteza
Dva molekula acetil CoA mogu biti spojene u acetoacetil CoA koji je osnovni prekurzor za sintezu 3-hidroksi-3-metil-glutaril koenzima A (HMG CoA). HMG CoA je jedan od ključnih metabolita u tzv. putu mevalonata, metaboličkom procesu u kojem dolazi do sinteze holesterola.
Biljke koriste acetil CoA kao prekurzor za sintezu biljnih masti, flavonoida, biljnih voskova i za proizvodnju kutikule.

## Spoljašnje veze
- Acetyl+Coenzyme+A на 